# Agulha vulcânica

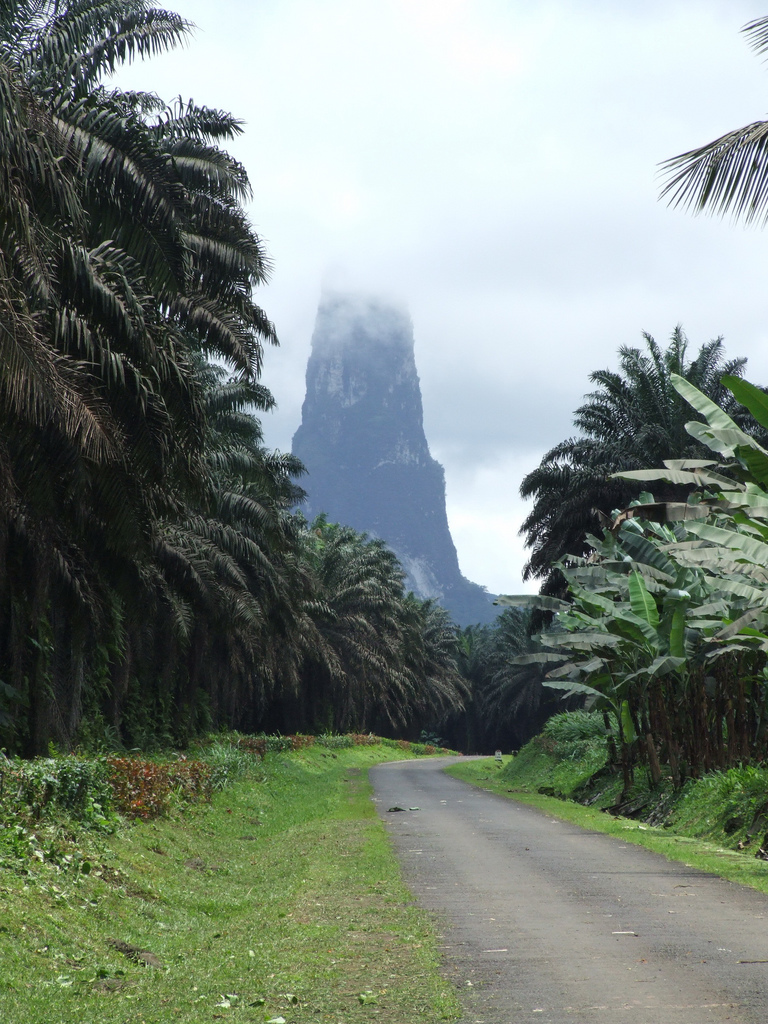
O pico Cão Grande, na ilha de São Tomé.

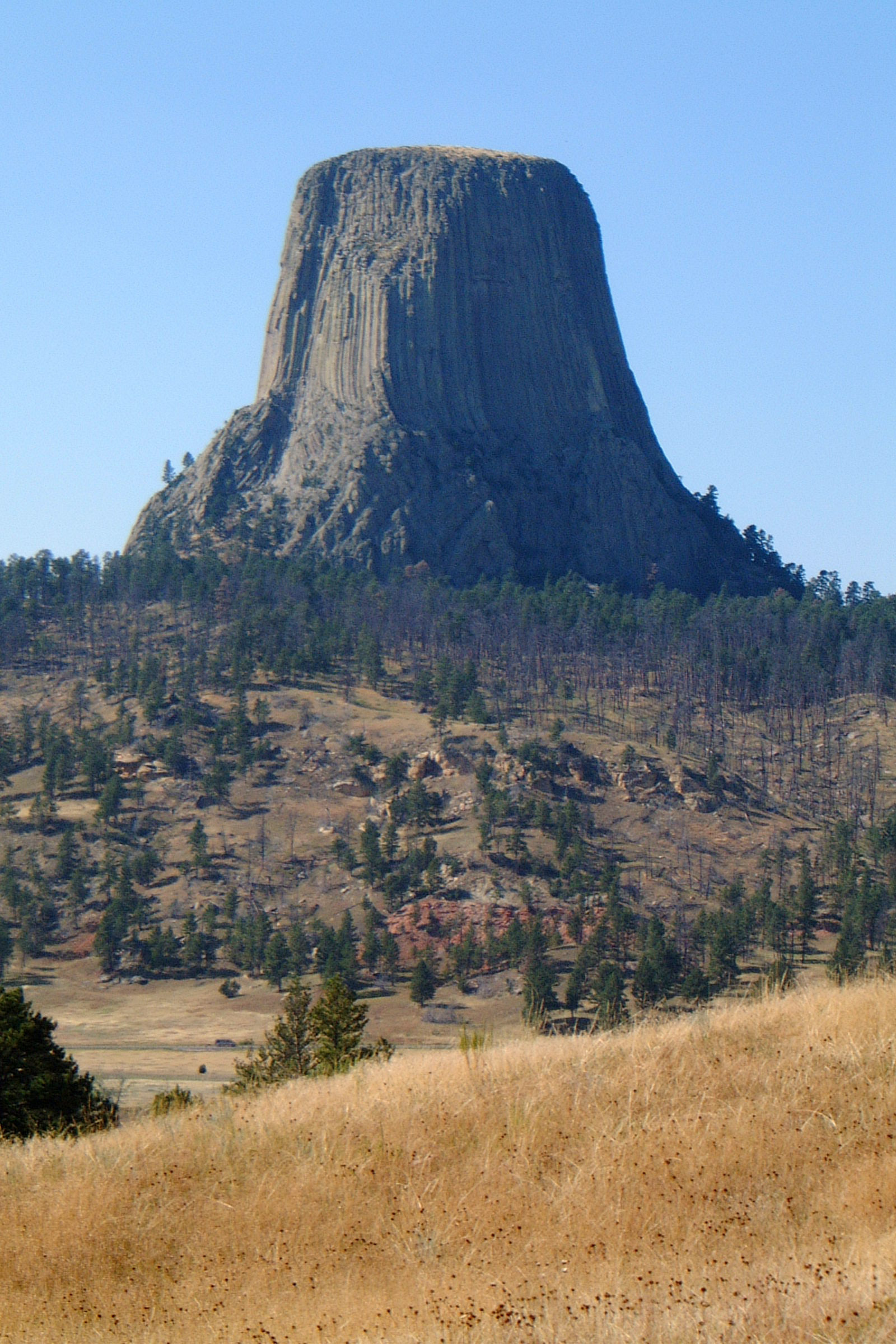
Exemplo de um neck vulcânico

Um neck vulcânico, também chamado neck de lava é uma formação geológica de origem vulcânica, em forma de cone truncado
São originados pela solidificação do magma dentro da garganta de um vulcão ativo. Quando isso ocorre, essa estrutura maciça pode proporcionar um aumento da pressão do magma preso sob ela, isso pode ocasionar, muitas vezes, uma erupção explosiva. Porém quando essa obstrução rochosa se preserva, a erosão se encarrega de remover a parte externa do vulcão deixando apenas a rocha interior, mais resistente as intempéries. Exemplos de formações como essa existem com certe frequência, entre eles pode-se citar o Shiprock nos EUA, os Pitons em Santa Lúcia e o Castelo de Edimburgo na Escócia.
Usualmente os necks vulcânicos são considerados vulcões extintos, o que é uma imprecisão, pois o termo vulcão refere-se a uma atividade ígnea recente, onde são comuns rochas resultantes da solidificação de magma na superfície terrestre.